# Elizabeth Pulman
Pour les articles homonymes, voir Pulman.
Elizabeth Pulman, née Chadd (1er août 1836 – 3 février 1900) est une photographe néozélandaise d'origine britannique. Elle est considérée comme la première femme photographe professionnelle du pays.

## Biographie
Elizabeth Chadd naît en 1836 à Lymm (Comté du Cheshire, Angleterre), la fille de Mary Clayton et de William Chadd, un maçon. En 1859, elle épouse George Pulman, un veuf avec deux enfants, avec qui elle s'installe à Manchester. Le couple a une fille puis la famille part pour la Nouvelle-Zélande en 1861. Ils auront ensuite cinq enfants.
En 1867, George et Elizabeth ouvrent un studio de photographie à Auckland. Après la mort de son époux en 1871, elle garde le studio ouvert et se spécialise dans les photographies scéniques et les portraits. En 1871, elle écrit au New Zealand Herald demandant au public de ne pas acheter de copies piratées d'une photographie prise par son défunt mari de sa carte des champs aurifères de la Tamise ; c'était la principale source de ses revenus et à l'époque il y a peu ou pas de protection du droit d'auteur pour les photographes.
Elle épouse John Blackman en 1875, ils ont un fils, mais elle redevient veuve en 1893. Pendant près de 30 ans, jusqu'à ce que l'entreprise soit vendue au Government Tourist Bureau peu de temps avant sa mort, elle gère seule le studio et l'éducation de neuf enfants.
Elle laisse à la postérité d'importantes photos de la tribu maorie, dont celles du chef Paul Paora Tuhaere, roi Tawhiao, sa fille et sa deuxième épouse. Son profond respect pour le peuple et la culture maoris transparait dans ses portraits qui se distinguent par leurs détails complexes et soulignent la maîtrise de la photographe des techniques d'ombre et de lumière. Elle offre un aperçu de la tribu indigène Ngati Maniapoto, et ses images célèbrent leurs traditions uniques et leur style vestimentaire. Elle est l'une des rares « étrangères » accueillies dans le cercle restreint des chefs de l'île du Nord,.
Elizabeth Pulman meurt le 3 février 1900 à Auckland.

## Galerie

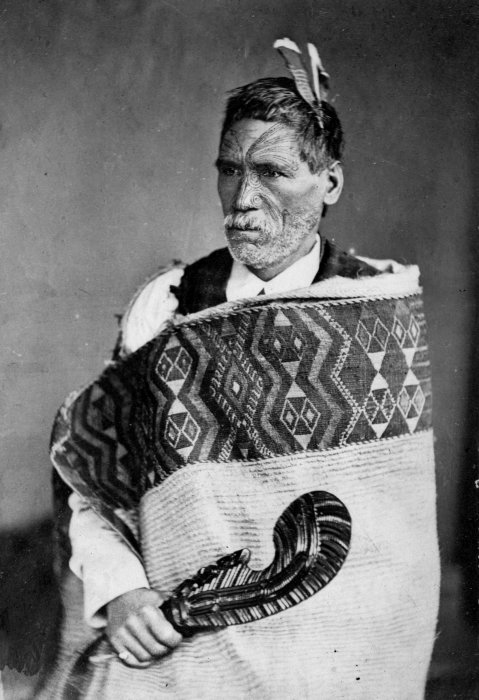
Rewi Manga Maniapoto. Elizabeth Pulman, juin 1879.
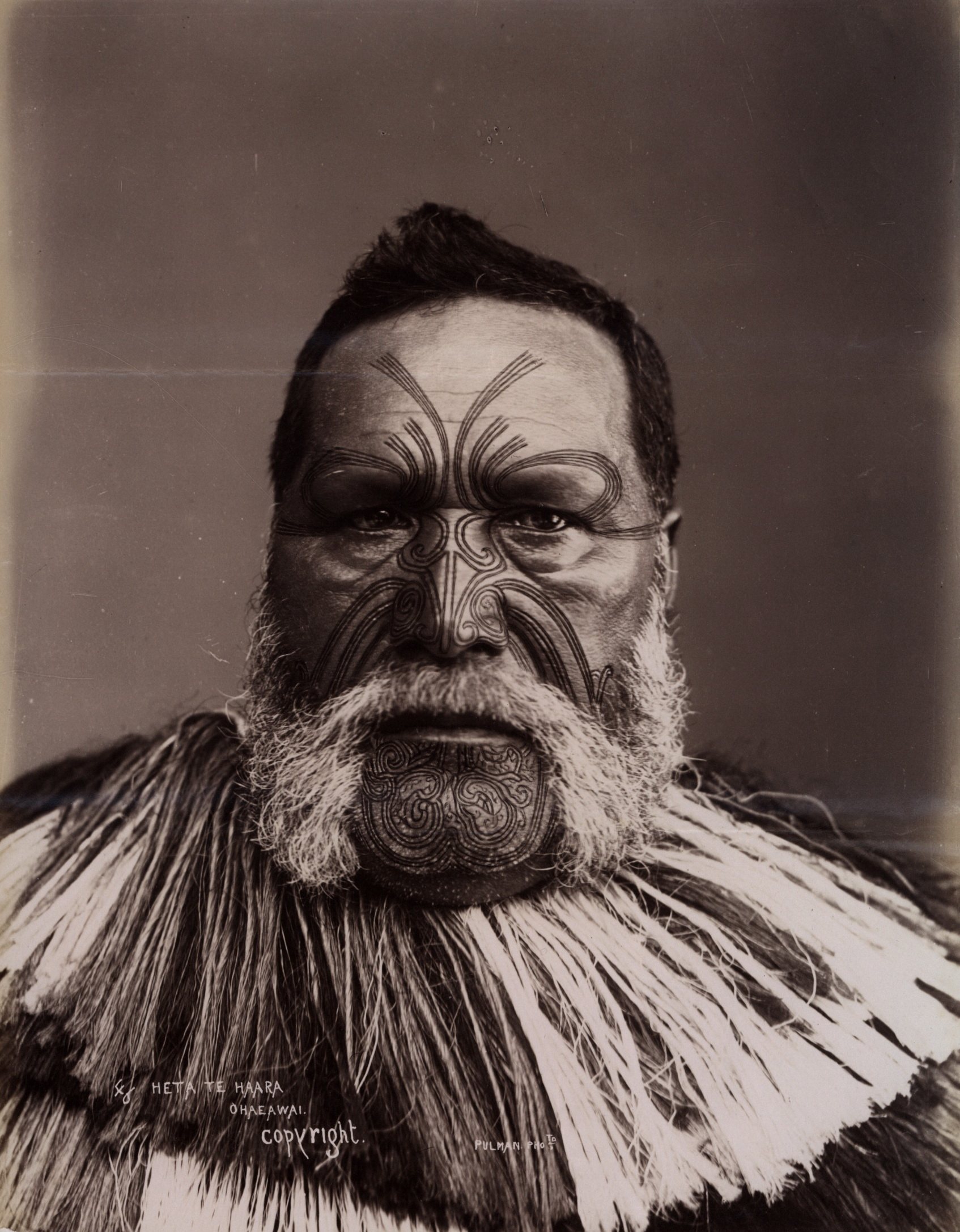
Heta Te Haara. Elizabeth Pulman
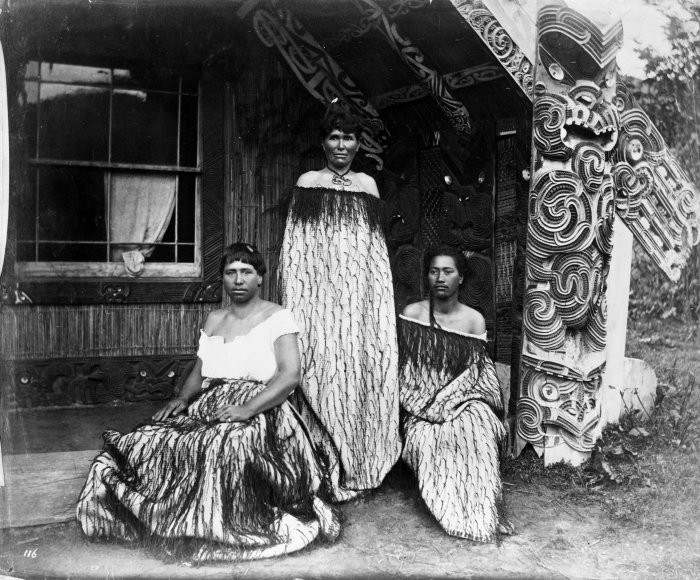
Guides touristiques devant la maison Hinemihi à Te Wairoa. Elizabeth Pulman (entre 1861 et 1881)
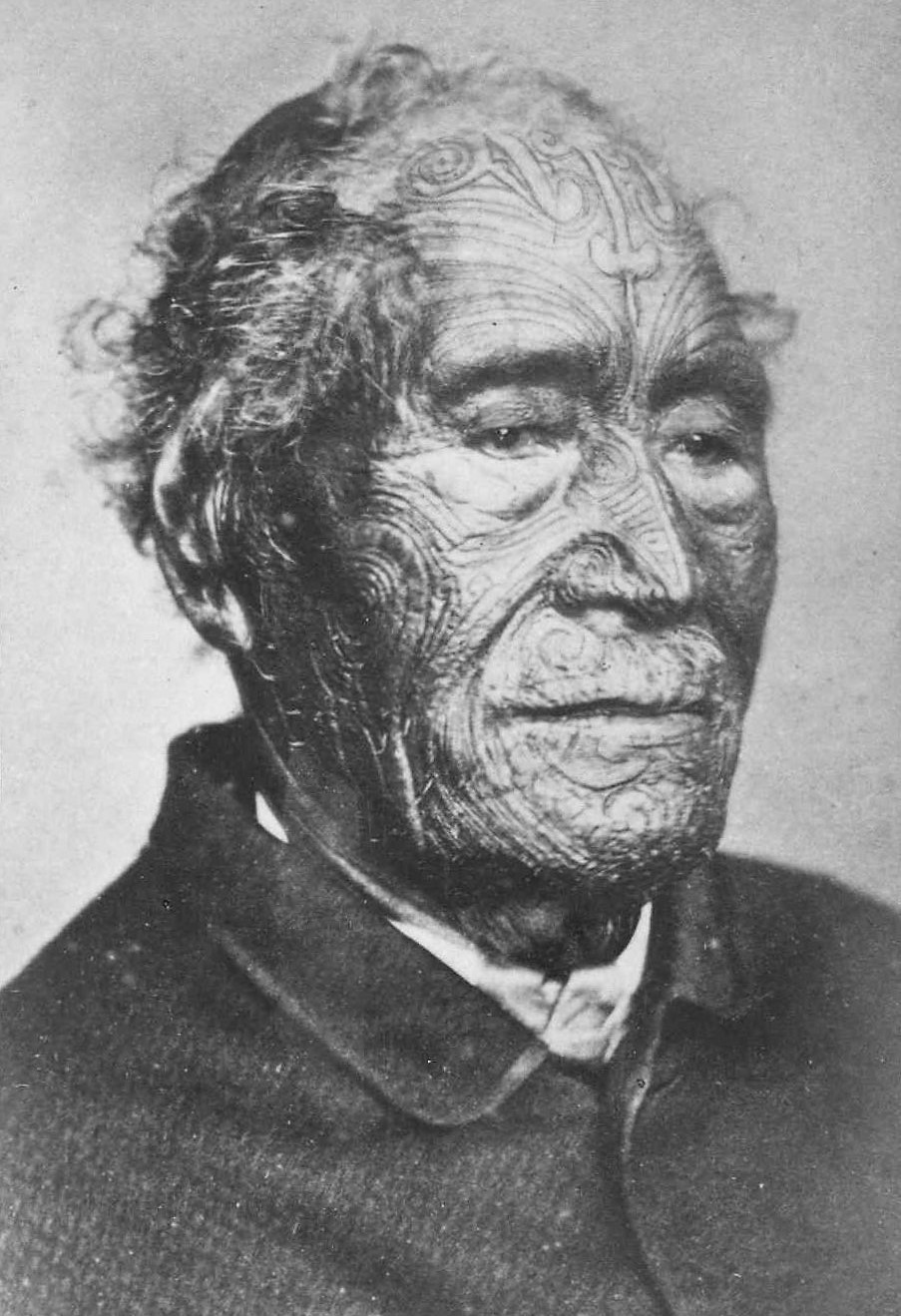
Chef maori Tāmati Wāka Nene, Elizabeth Pulman, 1870
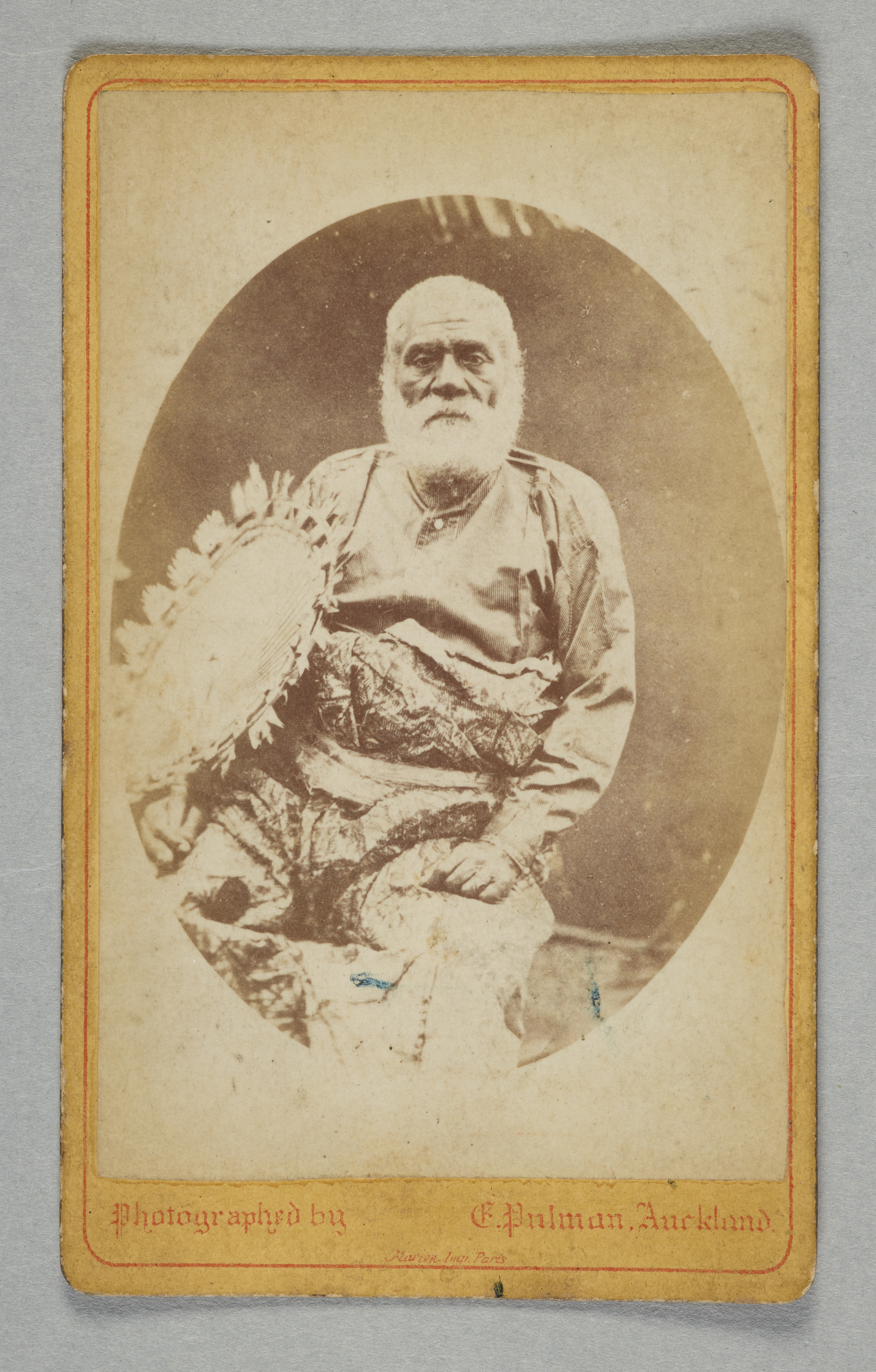
Ratu Cakobau (Thakombau). Carte-de-visite, épreuve à l'albumine argentique. Elizabeth Pulman. 1869